# Grand-Prix d'Espoo 2023
Navigation
Édition précédente Édition suivante
Le Grand-Prix d'Espoo 2023 (2023 Grand Prix of Espoo en anglais)  est une compétition internationale de patinage artistique qui accueille des patineurs amateurs de niveau senior dans quatre catégories: simple messieurs, simple dames, couple artistique et danse sur glace.
Il remplace la coupe de Russie pour l'édition 2023, pour la deuxième année consécutive, après que l'Union internationale de patinage ait interdit à la fédération de Russie d'organiser des compétitions internationales en raison de l'invasion russe de l'Ukraine le 24 février 2022. Depuis le 1er mars 2022, l'Union internationale de patinage interdit également aux patineurs artistiques et aux officiels de la fédération de Russie et de la Biélorussie de participer et d'assister à toutes les compétitions internationales, c'est pourquoi les athlètes russes et biélorusses ne peuvent participer à aucune épreuve du Grand Prix ISU 2023-2024, pour la deuxième année consécutive.
Le Grand-Prix d'Espoo est organisé du 17 au 19 novembre 2023 à la Metro Areena d'Espoo. Il est la cinquième compétition du Grand Prix ISU senior de la saison 2023/2024.

## Résultats

### Messieurs
| Rang | Nom              | Pays       | Points | Programme court | Programme court | Programme libre | Programme libre |
| ---- | ---------------- | ---------- | ------ | --------------- | --------------- | --------------- | --------------- |
| 1    | Kao Miura        | Japon      | 274.56 | 1               | 93.54           | 2               | 181.02          |
| 2    | Shun Sato        | Japon      | 273.34 | 2               | 90.41           | 1               | 182.93          |
| 3    | Kevin Aymoz      | France     | 250.03 | 5               | 73.94           | 3               | 176.09          |
| 4    | Matteo Rizzo     | Italie     | 241.47 | 6               | 73.37           | 4               | 168.10          |
| 5    | Nikolaj Memola   | Italie     | 221.25 | 7               | 72.11           | 5               | 149.14          |
| 6    | Koshiro Shimada  | Japon      | 218.44 | 4               | 77.81           | 6               | 140.63          |
| 7    | Nikita Starostin | Allemagne  | 201.15 | 8               | 71.99           | 9               | 129.16          |
| 8    | Ivan Chmouratko  | Ukraine    | 200.67 | 10              | 66.30           | 7               | 134.37          |
| 9    | Liam Kapeikis    | États-Unis | 196.94 | 9               | 69.10           | 10              | 127.84          |
| 10   | Arlet Levandi    | Estonie    | 195.83 | 11              | 61.82           | 8               | 134.01          |
| 11   | Jimmy Ma         | États-Unis | 191.26 | 3               | 80.19           | 11              | 111.07          |
| 12   | Makar Suntsev    | Finlande   | 162.00 | 12              | 54.44           | 12              | 107.56          |

### Dames
| Rang | Nom               | Pays         | Points | Programme court | Programme court | Programme libre | Programme libre |
| ---- | ----------------- | ------------ | ------ | --------------- | --------------- | --------------- | --------------- |
| 1    | Kaori Sakamoto    | Japon        | 205.21 | 1               | 69.69           | 1               | 135.52          |
| 2    | Rion Sumiyoshi    | Japon        | 190.21 | 2               | 68.65           | 3               | 121.56          |
| 3    | Amber Glenn       | États-Unis   | 185.39 | 11              | 51.61           | 2               | 133.78          |
| 4    | Kim Chae-yeon     | Corée du Sud | 181.42 | 3               | 66.19           | 4               | 115.23          |
| 5    | Lorine Schild     | France       | 175.71 | 5               | 61.07           | 6               | 114.64          |
| 6    | Nella Pelkonen    | Finlande     | 172.88 | 8               | 58.12           | 5               | 114.76          |
| 7    | Lara Naki Gutmann | Italie       | 168.33 | 7               | 58.24           | 8               | 110.09          |
| 8    | You Young         | Corée du Sud | 168.14 | 4               | 63.46           | 9               | 104.68          |
| 9    | Mana Kawabe       | Japon        | 161.00 | 12              | 50.12           | 7               | 110.88          |
| 10   | Starr Andrews     | États-Unis   | 154.42 | 9               | 57.36           | 10              | 97.06           |
| 11   | Janna Jyrkinen    | Finlande     | 153.74 | 6               | 58.63           | 11              | 95.11           |
| 12   | Oona Ounasvuori   | Finlande     | 144.16 | 10              | 54.21           | 12              | 89.95           |

### Couples
| Rang | Nom                                    | Pays       | Points | Programme court | Programme court | Programme libre | Programme libre |
| ---- | -------------------------------------- | ---------- | ------ | --------------- | --------------- | --------------- | --------------- |
| 1    | Minerva Fabienne Hase / Nikita Volodin | Allemagne  | 192.72 | 3               | 63.59           | 1               | 129.13          |
| 2    | Sara Conti / Niccolò Macii             | Italie     | 188.60 | 2               | 65.00           | 3               | 123.60          |
| 3    | Maria Pavlova / Alexei Sviatchenko     | Hongrie    | 186.19 | 4               | 61.53           | 2               | 124.66          |
| 4    | Peng Cheng / Wang Lei                  | Chine      | 186.16 | 1               | 65.25           | 4               | 120.91          |
| 5    | Camille Mendoza / Pavel Kovalev        | France     | 152.54 | 7               | 55.45           | 5               | 97.09           |
| 6    | Ellie Kam / Daniel O'Shea              | États-Unis | 152.16 | 6               | 55.99           | 6               | 96.17           |
| 7    | Brooke McIntosh / Benjamin Mimar       | Canada     | 147.27 | 5               | 56.61           | 8               | 90.66           |
| 8    | Milania Väänänen / Filippo Clerici     | Finlande   | 142.69 | 8               | 48.56           | 7               | 94.13           |

### Danse sur glace
| Rang | Nom                                            | Pays       | Points | Danse rythmique | Danse rythmique | Danse libre | Danse libre |
| ---- | ---------------------------------------------- | ---------- | ------ | --------------- | --------------- | ----------- | ----------- |
| 1    | Madison Chock / Evan Bates                     | États-Unis | 209.46 | 1               | 85.61           | 1           | 123.85      |
| 2    | Laurence Fournier Beaudry / Nikolaj Sørensen   | Canada     | 206.32 | 2               | 82.62           | 2           | 123.70      |
| 3    | Juulia Turkkila / Matthias Versluis            | Finlande   | 195.80 | 3               | 77.65           | 3           | 118.15      |
| 4    | Christina Carreira / Anthony Ponomarenko       | États-Unis | 188.76 | 4               | 74.58           | 4           | 114.18      |
| 5    | Emilea Zingas / Vadym Kolesnik                 | États-Unis | 183.78 | 5               | 72.13           | 5           | 111.65      |
| 6    | Yuka Orihara / Juho Pirinen                    | Finlande   | 176.73 | 7               | 69.52           | 6           | 107.21      |
| 7    | Kateřina Mrázková / Daniel Mrázek              | Tchéquie   | 172.58 | 6               | 70.59           | 7           | 101.99      |
| 8    | Nadiia Bashynska / Peter Beaumont              | Canada     | 167.87 | 8               | 67.68           | 8           | 100.19      |
| 9    | Jennifer Janse van Rensburg / Benjamin Steffan | Allemagne  | 164.55 | 9               | 65.53           | 9           | 99.02       |
| 10   | Mariia Ignateva / Danijil Szemko               | Hongrie    | 147.40 | 10              | 57.57           | 10          | 89.83       |

## Source
- Résultats du Grand-Prix d'Espoo 2023